# Guavio (Upía)
Guavio je rijeka u Kolumbiji, pritoka rijeke Upía. Pripada porječju rijeke Orinoco.